# 531
Évszázadok: 5. század – 6. század – 7. század
Évtizedek: 480-as évek – 490-es évek – 500-as évek – 510-es évek – 520-as évek – 530-as évek – 540-es évek – 550-es évek – 560-as évek – 570-es évek – 580-as évek
Évek: 526 – 527 – 528 – 529 –  530 – 531 – 532 – 533 – 534 – 535 – 536

## Események

### Bizánci Birodalom
- Az ibériai háborúban a perzsák betörnek Szíriába. Belisarius elállja az útjukat és bár a perzsák a callinicumi csatában legyőzik őt, közben akkora veszteségeket szenvednek el, hogy kénytelenek feladni a hadjáratot. Kavád király leváltja a sereg parancsnokát, Azarethészt és maga állva katonái élére, ostrom alá veszi Martüropoliszt. Az ostrom alatt az idős király meghal és végakaratának megfelelően legkisebb fia, Huszrau lesz az örököse. Huszrau nagybátyja, Bavi összeesküvést szervez Kavád második fiának, Dzsamaszbnak a trónra segítésére. Amikor Huszrau erről tudomást szerez, kivégezteti valamennyi fivérét, azok gyerekeit, valamint Bavit.
- Egy konstantinápolyi kocsiversenyen zavargás tör ki és több embert megölnek. A hatóságok a Kék és Zöld pártból is többeket bebörtönöznek, néhányukat kivégzik.

### Európa
- Miután a türingek királya, Hermanafrid ígéretét megszegve nem adja át a kapott katonai segítségért cserébe fele országát a frankoknak, I. Theudebert és I. Clothar megtámadják a türingeket. Az Unstrut folyónál győzelmet aratnak, a menekülő Hermanafridet pedig Zülpichig üldözik. Itt tárgyalásokba kezdenek, de eközben Hermanafridet valaki lelöki a város faláról úgy, hogy szörnyethal. Özvegye, Amalaberga gyerekeivel, Amalafriddel és Rodelindával az osztrogótokhoz menekül. Clothar erővel feleségül veszi Hermanafrid unokahúgát, Radegundát, a türingek országát pedig annektálják (keleti részét a szlávok, az északit pedig a szászok foglalják el).
- Amalaric vizigót király kényszeríteni akarja feleségét, Clotildát, hogy vegye fel az ariánus vallást és eközben véresre veri. Clotilda bátyjától, Childebert frank királytól kér segítséget, aki megtámadja a vizigótokat és elfoglalja fővárosukat, Narbonne-t. Clotilda Párizsba utazik, de útközben meghal. Amalaric Barcelonába menekül, ahol saját emberei meggyilkolják. Mivel ezzel dinasztiája kihal, a vizigótok a nagy befolyással rendelkező, de osztrogót származású Theudist választják királyuknak.

### Kelet-Ázsia
- A kínai Északi Vej államban az év első napjaiban a lázadó Ercsu Csi-lung és Ercsu Csao meglepetésszerűen megtámadják és elfogják Hsziaocsuang császárt, akit néhány nappal később megfojtanak. Az hatalmat megkaparintó Ercsu család korábban az uralkodói dinasztia mellékágából származó Jüan Jét kiáltotta ki császárrá, de most úgy vélik hogy származása nem eléggé előkelő, ezért lemondatják és helyette egy korábbi császár unokáját, Jüan Kungot ültetik a trónra.
- Az év őszén Kao Huan főminiszer fellázad a korruptnak tartott Ercsuk ellen és Jüan Langot nyilvánítja császárrá.
- A dél-kínai Liang-államban meghal Hsziao Tung, Vu császár legidősebb fia és trónörököse. Hsziao Tung egészségét aláásta a kedvenc ágyasa halála utáni mély gyász és viszonya apjával is nagyon megromlott, miután az boszorkánysággal vádolta meg.
- Japán 80 éves császára, Keitai lemond (röviddel utána meg is hal) és legidősebb fia, a 66 éves Ankan örökli a trónját.
- Meghal Andzsang, a koreai Kogurjo királya. Utóda öccse, Anvon.

## Halálozások
- I. Kavád, szászánida király
- Amalaric, vizigót király
- Clotilda, vizigót királyné
- Hermanafrid, türing király
- Vej Hsziaocsuang-ti, Északi Vej császára
- Hsziao Tung, kínai trónörökös
- Keitai, japán császár
- Andzsang, kogurjói király

## Fordítás
- Ez a szócikk részben vagy egészben  a(z)   531 című angol Wikipédia-szócikk ezen változatának fordításán alapul.  Az eredeti cikk szerkesztőit annak laptörténete sorolja fel. Ez a jelzés csupán a megfogalmazás eredetét és a szerzői jogokat jelzi, nem szolgál a cikkben szereplő információk forrásmegjelöléseként.